# هوهانس ستیان
هُوْهانِس ستیان (ارمنی: Յովհաննէս ՍԷթեան؛ ۱۸۵۳ – ۱۹۳۰) یک نویسنده داستان کوتاه، و شاعر معلم ارمنی‌تبار اهل امپراتوری عثمانی بود.

## زندگی
ساتیان در سالِ ۱۸۵۳ در کنستانتینوپل به دنیا آمد. وی تحصیلات خویش را در زادگاهش به اتمام رسانید و به تدریس مشغول شد. در سال ۱۸۹۶ به دنبال کشتار حمیدیه مجبور به فرار شد و در قاهره، مصر ساکن شد و تا پایان در آنجا زندگی نمود.
هوهانس ساتیان متعلق به نسل جوان پیرو سبک ادبی رمانتیسم بود. وی همچنین به سبک رئالیسم علاقه‌مندی داشت. با این وجود بیشتر متمایل به سبک رمانتیسم بود. در شعر، وی پیرو توُماس ترزیان (۱۹۰۹–۱۸۴۰) بود

## آثار
| عنوان انگلیسی          | ارمنی               | سال انتشار |
| ---------------------- | ------------------- | ---------- |
| Literary               | Grakan zbosank      | ۱۸۸۲       |
| Hours of emotion       | Huzman zhamer       | ۱۸۸۸       |
| Up the hill            | Blurn i ver         | ۱۸۹۶       |
| The lyre of the emigre | Taragrin knare      | ۱۹۱۲       |
| From dawn to dusk      | Arshalusen verjalus | ۱۹۱۲       |